# América (1905)

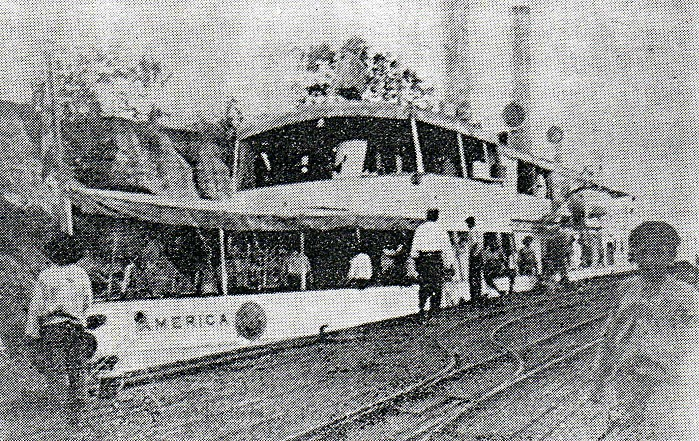
"Америка" перед відправленням до місця конфлікту Ла Педрера, 10 липня 1911 року

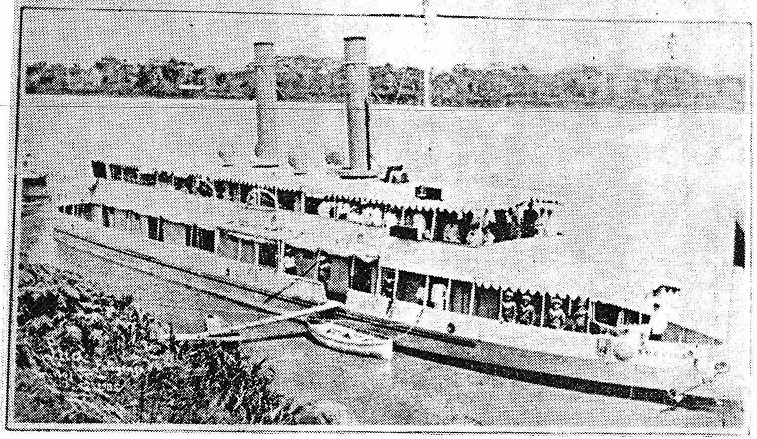
Річковий канонерський човен "Америка", 1905

America - це річковий канонерський човен ВМС Перу. Це другий найстаріший зі збережених канонерський човен у світі. Цей корабель був побудований у Ліверпулі, Велика Британія у 1904 році на замовлення префектури Лорето.

## Конструкція
Канонерський човен мав водотоннажність 240 тонн, був озброєний двома 37 міліметровими гарматами Армстронга. Мав довжину 41 метр, ширину - 6 метрів, осадку - 2 метри.

## Історія служби
Він прибув 11 травня 1905 р.  Його залучили до  активної служби в перуанській Амазонії 12 серпня 1905 року.
«Амеріка» взяв ключову участь у конфлікті Ла Педрера. 10 липня 1911 р. під командуванням першого лейтенанта Мануела Клаверо він вирушив до річки Какета - на той час кордону між Перу та Колумбією - для вигнання колумбійських військ, які побудували форпост на території, що тоді була перуанською. Після двох днів перестрілки і чотирьох невдалих спроб висадки десанту кораблю вдалося витіснити колумбійські сили, які відійшли до Бразилії, залишивши після себе загиблих та зброю.
У 1984 році був перетворений на музей. На даний час він розташований на базі Клаверо, у Ікітосі.